# Друштвена покретљивост
Друштвена покретљивост или социјална мобилност је проходност коју појединац има у свом кретању кроз различите слојеве и класе у једном друштву.
Друштвена покретљивост представља промене унутар друштвене структуре. Може бити вертикална и хоризонтална (просторна). 
Социјална мобилност се одређује као кретање појединца и група по различитим друштвено-економским позицијама.